# Zoboomafoo
Zoboomafoo là một chương trình truyền hình Mỹ dành cho thiếu nhi mở đường cho những chương trình pha trộn cả giáo dục cả giải trí (edutainment).